# L (Тетрадь смерти)
L (яп. エル эру), настоящее имя Эл Лолайет (англ. L Lawliet), — один из главных персонажей манги, аниме-сериала и фильмов «Тетрадь смерти». По сюжету, считается лучшим детективом мира и противостоит серийному убийце Кире, который обладает этой самой тетрадью.
Раскрыл множество дел, однако брался лишь за те дела, где на кону стояло больше миллиона долларов или жизни 10 людей, и, конечно, только за те, которые его интересовали. В аниме его озвучивает Каппэй Ямагути (яп. 山口勝平 Ямагути Каппэй). Актёр — Кэнъити Мацуяма (яп. 松山ケンイチ Мацуяма Кэнъити).
Успешно скрывал своё имя, происхождение и лицо даже от Интерпола, однако в процессе расследования дела Киры открыл своё лицо наиболее надёжным полицейским и двум подозреваемым. Со всеми остальными общался, скрывая лицо за буквой L, написанной шрифтом Old London. Единственное известное зрителям доверенное лицо к началу сериала — Ватари. Кроме псевдонима «L» персонаж пользуется ещё двумя псевдонимами — «Эральд Койл» (яп. エラルド＝コイル эрарудо коиру) и «Денёв» (яп. ドヌーヴ дону:ву), которые известны как другие выдающиеся детективы. Перед следственной группой и Ягами Лайтом просит звать себя Рюдзаки  (яп. 竜崎), по его словам, для конспирации. Настоящее имя, согласно манге, — Эл Лолайет (яп. エル・ローライト эру ро:райто, L Lawliet).

## Характеристика

Буква, используемая L вместо своего изображения

Обладает рядом необычных привычек, в частности сидит, поджав ноги, практически не спит, любит сладкое, но, несмотря на это, обладает худощавым телосложением. L утверждает, что если будет сидеть в нормальном положении, то его мозговая активность снизится на 40 %. Очевидно, по этой же причине он постоянно сутулится. В одной из серий говорит Мисе, что если много думать, от сладкого не поправишься. Вероятно, любовь к сладкому обусловлена и тем, что L вырос в приюте, и тем, что глюкоза влияет на улучшение работы мозга. Отличается прямолинейностью, беспристрастностью, честностью. Свои рассуждения строит исключительно на логике и дедукции. Сам L о себе говорил, что обидчив и не любит проигрывать, как и Кира. Достаточно смел, поскольку не побоялся показать своё лицо тому, кого с самого начала считал Кирой. Несмотря на довольно слабый вид, обладает хорошими физическими данными. Умеет пилотировать вертолёт, но, как сказал сам L, «Это хобби». Внешне неопрятен, носит одинаковую одежду каждый день, по возможности ходит босиком. Также характерной чертой L являются чёрные растрепанные волосы и мешки под глазами (вероятно, результат хронического недосыпа). С внешним миром предпочитает связываться через Ватари.

## L и Лайт
Вскоре после начала расследования L уверяется, что Кира — это Лайт Ягами. В течение всего сюжета ведёт с ним двойную игру, но в результате понимает, что что-то упустил, и осознаёт, что его смерть неизбежна. L погиб, подозревая Лайта и Мису, в 25-й серии сериала (в 58-й главе манги) от руки Рэм. Но даже такой исход был предусмотрен: он отправил все данные по делу Киры в приют, где воспитывались его преемники Мэлло и Ниа, которые и закончили его дело. В фильме же L победил Киру самостоятельно, однако ценой собственной жизни.

## Преемники L

### Первое поколение
L понимал, что если с ним что-то случится, то кто-то должен будет занять его место величайшего детектива планеты и продолжить бороться с преступниками. Естественно, это должен быть воспитанник приюта Вамми для одаренных детей. Самым первым претендентом был A, но он покончил с собой, не выдержав жизни в тени великого L. Следующим в списке преемников был B (Бейонд Бёздей), но у него таинственным образом с рождения были глаза Бога Смерти и, несколько лет спустя после суицида A, он стал серийным убийцей из-за желания завести в тупик великого сыщика серией таинственных убийств. L смог поймать Бейонда Бёздея с помощью Наоми Мисоры, эти события описаны в книге «Death Note Другая тетрадь. Дело о серийных убийствах B. B. в Лос-Анджелесе». Через семь лет маньяк был убит в своей камере с помощью Тетради смерти Кирой. Также в романе кратко упоминаются X, Y и Z, которые описаны как последние воспитанники первого поколения.

### Ягами Лайт
Расследование дела Киры, в связи с опасностью, снова поставило вопрос о наследнике, но новые кандидаты на роль L были пока ещё не готовы. В процессе расследований L заметил, что сын Соитиро Ягами очень умён. Но Лайт Ягами являлся подозреваемым в деле Киры, причём единственным подозреваемым. Против него было много улик: за ним следил убитый позже агент ФБР Рей Пенбер, он как сын заместителя начальника полиции Японии мог иметь информацию по делу Киры, что неоднократно демонстрировал убийца. То, что девушка Лайта также была подозреваемой, но уже на роль Второго Киры, только увеличивали подозрения L. Но никого другого, достойного быть новым L, не было. Тем более что Лайт был единственным, кого L мог назвать другом. Великий сыщик неоднократно говорил, что у Лайта необыкновенно острый ум и большие дедуктивные способности. Эти качества Ягами-младший отлично проявил в поисках Х-Киры. Благодаря способностям Лайта и помощи его девушки Мисы был пойман Кёсукэ Хигути, бывший на тот момент Кирой.
Вскоре после действительно произошедшей смерти L членами штаба расследования дела Киры было решено, что единственным достойным продолжателем дела L может быть только Лайт Ягами, несмотря на подозрения L.

### Четвёртое поколение
Из текста книги «Death Note Другая тетрадь. Дело о серийных убийствах B. B. в Лос-Анджелесе» известно, что A и B — это первое поколение кандидатов, а Ниа, Мэлло и Мэтт — четвёртое, об остальных двух поколениях ничего не известно.
После смерти L в приют «Дом Вамми», где воспитывался сам L, а также и другие гениальные дети, пришло сообщение самого L. Послание содержало всю известную детективу информацию о Кире. Но даже в своём последнем письме L не указал, кто из двух основных претендентов — воспитанников приюта, имевших прозвища «Ниа» и «Мэлло», должен быть преемником. Заместитель Ватари — Роджер Рювье, предложил Мэлло и Ниа работать вместе, но из-за разногласий в характере они отказались сотрудничать. И каждый стал по-своему вести дело Киры.

## L в 13 томе манги
В последнем томе манги авторы привели официальные данные персонажа: рост, вес, группу крови и т. д. Также наконец стало известно настоящее имя героя — Эл Лолайет. Кроме того, можно узнать и такую информацию как то, что L любит больше всего сладости и что больше всего не любит носить носки.
Характеристики L: интеллект: 8, активность: 8, мотивация: 10, креативность: 10, социальность: 0, любовь к сладостям: 10.

## Персонаж в экранизациях
Герой появляется во всех трёх фильмах о Тетради смерти. Кроме того, фильм L: Change the World — это спин-офф, в центре повествования которого именно L. Во всех трёх фильмах роль исполнил японский актёр Кэнъити Мацуяма (яп.  松山ケンイチ   Мацуяма Кэнъити).
В одноимённой дораме — Кэнто Ямадзаки.

## Отзывы и критика
Многие рецензенты манги и аниме комментировали характер L. Обозреватель сайта IGN описывает его как «самого крутого и полноценного персонажа аниме на сегодняшний день». Он также отметил качественный дубляж и перевод реплик персонажа в американской версии. Терон Мартин из Anime News Network нашёл противостояние L и Лайта привлекательным для зрителей, поскольку они одновременно пытаются выяснить личность друг друга и скрыть собственную. Сотрудники журнала Hyper и Mania Entertainent согласились с этой точкой зрения, отметив, что соперничество L и Лайта — один из лучших моментов в манге, делающий её оригинальной.
Хотя обозреватель PopCultureShock также высоко оценил сюжетную линию Лайта и L, он счел последнего «слишком умным» и написал, что внимательный зритель, обладающий навыками критического мышления, сразу увидит пробелы в якобы сверхчеловеческой логике L, чего, учитывая характер персонажа, не должно быть. Рецензент Mania Entertainment, оценивая третий том манги, называет L «двигателем тома»: он подбирается чрезвычайно близко к Лайту в кратчайший срок и заставляет обычно невозмутимого Лайта потерять самообладание.
L занимает 11 строчку в списке 25 лучших аниме-персонажей по версии IGN.